# Juliusz Katz-Suchy
Juliusz Katz-Suchy, pierwotnie Juda Katz, jidysz יוליוס קאץ־סוכי (ur. 28 stycznia 1912 w Sanoku, zm. 27 października 1971 w Århus) – polski dyplomata i działacz komunistyczny żydowskiego pochodzenia.

## Życiorys
Urodził się w Sanoku w rodzinie żydowskiej jako syn Szulima Katza (1869–1938, magazynier w monopolu tytoniowym, a następnie drobny kupiec) i Rochmy z domu Erlich (1873–1922). Jego rodzeństwem był Tonka (ur. 1891, żona adwokata i działacza socjalistycznego dr. Abrahama Penzika), Ben Zion Katz (1906–1968, tłumacz, krytyk literacki, nauczyciel). Ukończył Szkołę Powszechną w Sanoku. W 1931 zdał egzamin dojrzałości w Państwowym Gimnazjum im. Królowej Zofii w Sanoku. Już w młodości związał się z ruchem komunistycznym. W latach 1927–1929 był członkiem organizacji Ha-Szomer Ha-Cair. W 1928 wstąpił do Komunistycznego Związku Młodzieży Zachodniej Ukrainy (KZMZU). Od 1929 pełnił funkcję sekretarza Komitetu Miejskiego oraz członka Komitetu Powiatowego KZMZU w Sanoku. Był organizatorem buntu w sanockim więzieniu. W latach 30. wstąpił do Komunistycznej Partii Zachodniej Ukrainy. W tym czasie używał pseudonimów: Czerwiec, Kobieła, Juliusz Kowalski, Ksawer, Marek i Suchy. Ten ostatni stał się później elementem jego nazwiska. Będąc studentem prawa na Wydziale Prawa Uniwersytetu Jana Kazimierza we Lwowie, po zajściach w tym mieście został zatrzymany, a następnie był w grupie członków organizacji komunistycznych, karanych ciężkim więzieniem za agitację komunistyczną i podburzanie do ekscesów, którzy w kwietniu 1936 decyzją sądu we Lwowie zostali osadzeni w Miejscu Odosobnienia w Berezie Kartuskiej.
Okres II wojny światowej spędził w Wielkiej Brytanii, gdzie pracował w fabryce, a następnie jako korespondent prasowy. Następnie podjął pracę w reprezentującej rząd lubelsko-warszawski Ambasadzie RP w Londynie.
W 1946 wrócił do Polski. Wstąpił do Polskiej Partii Robotniczej. Był stałym delegatem Polski przy ONZ w Nowym Jorku (1947–1951), ambasadorem w Indiach (1957–1962). Był także dyrektorem Polskiego Instytutu Spraw Międzynarodowych (1951–1957) oraz wykładowcą historii dyplomacji i stosunków międzynarodowych na Uniwersytecie Warszawskim. Obronił doktorat w Szkole Głównej Służby Zagranicznej mimo nieukończenia studiów wyższych. Następnie został w niej profesorem. Był także profesorem nadzwyczajnym na Wydziale Dziennikarstwa, a następnie na Wydziale Prawa Uniwersytetu Warszawskiego.
W 1969 po antysemickiej nagonce, będącej następstwem wydarzeń marcowych, wyemigrował do Danii i osiadł w Aarhus, gdzie zmarł. Został pochowany na cmentarzu żydowskim w Kopenhadze.
Jego żoną była Elisabeth z domu Nenkes (1912–1989), z którą miał dwie córki: Erykę i Barbarę.

## Wybrane publikacje
- 1966: Zarys historii dyplomacji
- 1967: Międzynarodowe stosunki gospodarcze. Organizacja i aspekty prawno-polityczne

## Odznaczenia
- Order Sztandaru Pracy II klasy
- Krzyż Komandorski Orderu Odrodzenia Polski (1951)[10]
- Złoty Krzyż Zasługi – dwukrotnie (1946[11], 1954[12])
- Medal 10-lecia Polski Ludowej (10 stycznia 1955, na wniosek Ministra Spraw Zagranicznych)[13]